# フリースタイルスキー
フリースタイルスキー（英: freestyle skiing）は、スキーで滑走しながらエア等の曲芸を行うなどするスポーツである。

## 概要
モーグルやエアリアルを始めとした競技としての側面と、フリースキーやフリーライドあるいはニュースクールと呼ばれるようなエクストリームスポーツとしての側面を持つ。フリースタイルの呼称はこれら全般を示す場合と競技としての側面のみの狭い範囲を示す場合がある。モーグルやスキークロスでは速度も評価対象になるが、基本的にはターンやエアなどの技術を競うものであり、観客に見せることを意識したスポーツである。

## 競技の種類
フリースタイルスキーの競技には、凸凹のコブ斜面を滑り降りながら途中でエアを行いスピード、ターン技術、エア技術を競うモーグル、エア技術のみを競うエアリアル、音楽に合わせて滑走しながらジャンプやスピンを行い演技の技術や芸術性を競うアクロ（旧バレエ、バレエスキー）、複数人が同時にキッカーやウエーブのあるコースを滑走して速さを競うスキークロス、半円筒状の斜面を使用してエアの技術を競うハーフパイプなどがある。

## 歴史
1930年代にノルウェーでアルペンスキーやクロスカントリースキーのトレーニングの間にアクロバットを行ったのが始まりとされる。1950年代にアメリカでプロスキーヤーによるパフォーマンスが行われ、1970年代に入るとカナダなどで競技会が開催されるようになった。さらに1979年に国際スキー連盟（FIS）によりフリースタイルスキーが正式種目として承認され、1980年からフリースタイルスキー・ワールドカップが開催され始め、翌1981年から志賀サンバレーにて全日本フリースタイルスキー選手権大会も開催し、1986年にはフランスのティーニュで初のフリースタイルスキー世界選手権も開催された。また、1988年カルガリーオリンピックで公開種目として行われ、1992年アルベールビルオリンピックからは正式種目になっている。
フリースタイルスキーの世界的な大会は、ワールドカップ、世界選手権、オリンピックの3つである。
毎年行われるワールドカップにおいては1980年に開催され始めた当初はモーグル、エアリアル、バレエの3種目と3種目の総合成績で順位を決めるコンバインドが行われていた。1997年にデュアルモーグルが競技に加わり、1999年にコンバインドが廃止される。さらに2000年にアクロが競技から外れるが、2003年にはスキークロスとハーフパイプが新たに加わった。
2年に一度行われる世界選手権においてもワールドカップに追従する形でほぼ同様の種目が行われており、1986年の第一回大会ではモーグル、エアリアル、バレエ（後にアクロと改名される）の3種目とコンバインドが行われ、1999年大会からはコンバインドが廃止されデュアルモーグルが加わり、2001年大会でアクロが廃止。2005年大会からはスキークロスとハーフパイプが加わっている。
オリンピックにおいては、1988年にはカルガリーオリンピックでバレエ、モーグル、エアリアルの3種目が公開種目となり、次の大会の1992年のアルベールビルオリンピックからモーグルが正式種目となった。アルベールビルオリンピックにてバレエとエアリアルは再度公開種目として行われており、さらに次の大会の1994年のリレハンメルオリンピックからはエアリアルも正式種目として採用された。しかし、リレハンメルオリンピックでバレエはアクロと改名したが公開種目としても行われず、正式種目になる事はなく、上記の通りワールドカップ、世界選手権においても競技から外れ、世界の舞台から姿を消した。また、2010年のバンクーバーオリンピックではスキークロスが、2014年のソチオリンピックではスロープスタイルとハーフパイプが正式種目に加わった。

## フリースキー
フリースキー（英: Free Skiing）とはフリーライドスキー（英: Freeride Skiing）、ニュースクールスキー（英: Newschool Skiing）などとも呼ばれ、主にFISが主催するフリースタイルスキー競技よりも危険性は高いがより自由なスタイルのスキーである。スノーボードのように地形を利用したトリックやエアとレールやボックスのあるパークなどでの遊びが元になり、ジャンプ台を用いてエアの技を競うビッグエアや半円筒状の斜面を使用してエアの技術を競うハーフパイプ、より大きなハーフパイプを使用するスーパーパイプ、レールやボックスのあるコースを滑るスロープスタイルなどのコンテストが開催されている。フリースキーでは後ろ向きで滑ったりすることも多いため、主にツインチップスキーが使用される。ハーフパイプやスキークロスはFIS主催のワールドカップでも行われるようになり、モーグルでも危険度の高い縦回転や3Dのエアが解禁されるなど、FIS主催のフリースタイルスキー競技にも大きな影響を与えている。エックスゲームズやデュー・ツアー、USオープン、日本オープンなど各地で独自の大会が行われているが、FISのような国際的な連盟などはなく、各大会の位置づけなども不明瞭であった。しかし、2009年にAssociation of Freeskiing Professionals（AFP）という各国で行われている既存の大会（ハーフパイプではワールドカップなども含む）にポイントを付けて世界的なランキングを決める団体が発足した。

## 用語
- トリック（Trick）:スキーを掴んだり動かしたりする技の総称。
- エア（Air）:地形などを利用してジャンプしながらトリックを行う事。
- グラウンドトリック（Ground Trick）:省略してグラトリとも呼ばれる。ジャンプ台や地形などを利用せずに平らな雪上で行うトリック。
- ジブ（Jib）:レールやボックスなどの雪上以外を滑走する事。
- グラブ（Grab）:スキー板を手で掴む事。
- レギュラー（Regular）:前向きに滑る事。
- スイッチ（Switch）:後ろ向きに滑る事。フェイキー（Fakie）とも言われる。基本的にはスイッチで行うトリックはレギュラーよりも難度が高い。

## トリック

### エア
- ストレートエア:キッカーやテーブルで何もせずに真っ直ぐ飛ぶこと。棒ジャンプ、ストレートジャンプとも呼ばれる。

#### アップライト系
- アイアンクロス:足を後ろに曲げてスキー板を交差させる技。
- コザック:足を左右に広げて、身体を前に折り曲げる技。
- ズートニック：足を揃えたまま、身体を前に折り曲げる技。
- スプレットイーグル:手足を大きく広げる技。
- ダーフィー：左右の手足を歩くように互い違いに前後に出す技。
- ツイスター：上半身と下半身を逆方向にひねる技。
- バックスクラッチャー：身体を後ろに反らせる技。コザックに繋げるコンビネーションが有名である。

#### スピン
- ストレートローテーション:横回転のスピン。ヘリコプターとも呼ばれる。
  - 180（ワンエイティ、ワン）:半回転すること。
  - 360（スリーシックスティ、サブロク、スリー）:1回転すること。
  - 540（ファイブフォーティ、ファイブフォー、ファイブ）:1回転半すること。
  - 720（セブントゥエンティ、セブンツー、セブン）:2回転すること。
  - 900（ナインハンドレッド、ナイン）:2回転半すること。
  - 1080（テンエイティ、テン）:3回転すること。
  - 1260（トゥエルブシックス、トゥエルブ）:3回転半すること。
  - 1440（フォーティーンフォーティ）:4回転すること。
- フリップ:縦回転のスピン。
  - フロントフリップ:前方宙返り。
  - バックフリップ:後方宙返り。
  - サイドフリップ:側方宙返り。
- 3D:縦回転と横回転の合わさったスピン。組み合わせで様々な名称がある。
  - オフアクシス:軸ずれのトリック全般を指す。
  - ミスティ:フロントフリップに横回転を加えた3D。
  - ロデオ:サイドフリップに横回転を加えた3D。
  - Dスピン:体軸を横に傾けた横回転のスピン。
  - コークスクリュー:体軸を後に傾けた横回転のスピン。
  - バイオ:進行方向に対して体軸を真横に倒して回ること。

#### グラブ
右手で行うものとして解説する。
- セーフティグラブ:右の板（掴む手側の板）をグラブする。最も一般的なグラブ。
- ミュートグラブ:左の板（掴む手と逆側の板）をグラブする。
  - トゥイーク:ミュートグラブから掴んでいない足を横へ開く。
  - リューカン:ミュートグラブから掴んでいない足を伸ばす。
- ジュードーグラブ:右足の後ろから左の板をグラブする。
- ジャパングラブ:右足の後ろから左の板のアウトエッジをグラブする。
- テールグラブ:板のテールをグラブする。
- チップグラブ:板のトップの部分をグラブする。
- ロケット:両足を前に伸ばし両方の板をグラブする。
- トラックドライバー:右手で右の、左手で左の板の前の方をグラブする。トラックドライバーが運転をしているような格好になる。
- メソッド:グラブをしながら、さらに体を反ること。
- ダブルグラブ:両手でグラブすること。
- ツーグラブ：一回のジャンプ中に二種類のグラブをすること。

### グランドトリック
- カービング:両エッジを立て、雪面に刻み込むようにターンする方法。アルペンスキーでもよく見られる。
- ハンドスライド:カービングでのターン中に雪面に手を付けて滑る方法。両手を雪面につける「ダブルハンドスライド」、片足で行う「ザマーンスペシャル」などがある。
- グランドスピン（スライディング360）:板を浮かさずスライドさせて回転する技。慣れれば目を回すまで何回転でも出来る。上級者はフィギュアスケートのような高速回転も可能。
- ジャンプスイッチ:軽く飛んで180度回転し着地すること。通常の状態（レギュラー）からフェイキーで着地する「レギュラーtoフェイキー」と、その逆のフェイキーからスイッチする「フェイキーtoレギュラー」がある。
- グランド360:キッカー等に頼らずに地上でジャンプして1回転する技。
- ソロ:片足でスピンしながら滑る技。屈むように膝を深く曲げ、浮かせた板を片手でグラブ（掴む）するのが一般的。上体を起こして行う時は、テール（板の踵部分）を引きずるように回転したり、後述するステップを組み合わせつつ行う方法もある。
- オープンレッグ:両足を極端にガニマタに開き、両板のテールをくっつけるように、板を一直線にして滑る技。滑走時はスノーボードのように進行方向に対して体が横向きになる。体重移動でターンも可能。派生技として、この状態から180度スイッチしたり、谷側の板のノーズ（爪先側）を上げテールを引きずるように滑る技もある。
- ステップ（クロス）:スケートのように片方の板をもう片方の板がまたぐように交差させ、残った板を後方から蹴りあげるように抜いて滑る技。フェイキーで行うと「フェイキークロス」と呼ばれる。
- ノーズマニュアル:フェイキーでかかと部分を浮かせて爪先だけで滑る技。後ろ向きのウィリー。ターンも出来る。スキーボードトリックの代表的な技。板に前後差をつけるとやりやすい。また、テールをグラブする方法もある。
- ペンプグラインド:ノーズマニュアルで横向きに進む技。
- ノーズスピン :ノーズマニュアルで1回転する技。実際にはレギュラー状態で180度スライド回転してから、踵を上げノーズで180度回転する。
- テールマニュアル :つま先を浮かせて滑る技。
- アバーブヘッド:片足で滑りつつ、浮かせた足を頭上より高くあげて滑る技。後方にあげる場合は、フィギュアスケートのスパイラルと同様にテール付近をグラブする。両腕と上げている足をしっかり伸ばすと見栄えがよい。あげた足とは左右逆側の手で掴む方が難度が高く、上級者はターンやスピンも可能。また、後ろではなく横に上げる「バレエスキー」と呼ばれる技もある。
- カートウィール:滑走中に雪面に両手をつき、スキーボードを履いたまま行う側転。難度が非常に高い。足をきちんと伸ばさないと板が雪面に刺さって怪我をするので要注意。

## 大会
最上位の大会としてオリンピック、ワールドカップ、世界選手権があり、その下に大陸別の大会となるコンチネンタルカップ、さらにその下に各国ごとに行われるナショナルチャンピオンシップなどがある。また、ジュニア世界選手権なども開催されている。
- オリンピックフリースタイルスキー競技
- フリースタイルスキー・ワールドカップ
- フリースタイルスキー世界選手権
- フリースタイルスキージュニア世界選手権
- コンチネンタルカップ
  - フリースタイルスキー・ノースアメリカンカップ
  - フリースタイルスキー・ヨーロッパカップ
  - フリースタイルスキー・オーストラリアン・ニュージーランドカップ
- ナショナルチャンピオンシップ
  - 全日本フリースタイルスキー選手権大会
- エックスゲームズ
- デューツアー
- Air & Style
- Frostgun Invitational
- AFP World Tour Finals